# 山之內町
山之內町（日语：／ Yamanouchi machi */?）是位于日本長野縣東北的町。